# Beryl Grey
Dame Beryl Grey, nata Beryl Elizabeth Groom (Londra, 11 giugno 1927 – Londra, 10 dicembre 2022) è stata una ballerina britannica.

## Biografia
Nata nel quartiere londinese di Highgate, iniziò a danzare all'età di quattro anni e nel 1935 divenne allieva di Phyllis Bedells. Dopo aver superato il provino per l'ammissione alla Royal Academy of Dance, nel 1937 ottenne una borsa di studio per studiare alla Royal Ballet School, dove ebbe tra i propri insegnanti Ninette de Valois e Vera Volkova.
Nell'agosto del 1941, all'età di quattordici anni, entrò ufficialmente nella compagnia del Royal Ballet come membro del corps de ballet de Il lago dei cigni. Negli anni successivi scalò rapidamente i ranghi della compagnia fino a diventare prima ballerina e nel 1942 Robert Helpmann creò una parte apposta per lei nel suo secondo balletto, The Birds, in cui danzò nel ruolo dell'usignolo. Nell'aprile successivo fu la prima interprete di Duessa in The Quest, coreografato da Frederick Ashton e nel 1944 fu la protagonista in Giselle prima a Derby e poi alla Royal Opera House, dove danzò il ruolo per la prima volta il giorno del suo diciassettesimo compleanno. Nel 1946 fu invece la volta del debutto come Aurora ne La bella addormentata a Covent Garden.
Dal 1957 alla metà degli anni sessanta godette di una carriera internazionale di prestigio, danzando in Europa, Nord e Sud America, Australia ed Asia. Nel 1957 fu la prima ballerina inglese a danzare con il Balletto Mariinskij e il Balletto Bol'šoj, diventando poi la prima "occidentale" ad essere artista ospite al Bol'šoj nella stagione 1957/1958. Dopo il termine della carriera da ballerina, è stata direttrice artistica dell'English National Ballet dal 1968 al 1979. Dal 1980 fino alla morte, avvenuta nel 2022, è stata vicepresidente della Royal Academy of Dance.
Fu sposata con il dottor Sven Gustav Svenson dal 1950 alla morte dell'uomo nel 2008 e la coppia ha avuto un figlio.